# Tabii
tabii ist die nationale und internationale digitale Plattform der TRT. Am 7. Mai 2023 nahm die Plattform mit fünf verschiedenen Sprachwahlmöglichkeiten den Betrieb auf.
In der Türkei ist tabii kostenlos zugänglich. In einigen ausländischen Regionen sind auch kostenpflichtige Abonnement-Modelle möglich.
Der Zugang ist aus folgenden Ländern möglich: Ägypten, Algerien, Aserbaidschan, Bahrain, Belgien, Bulgarien, Dänemark, Deutschland, Estland, Finnland, Frankreich, Griechenland, Indien, Indonesien, Irland, Island, Italien, Jordanien, Kolumbien, Kroatien, Kuwait, Lettland, Libanon, Liechtenstein, Litauen, Luxemburg, Malaysia, Malta, Mexiko, Niederlande, Norwegen, Österreich, Oman, Polen, Portugal, Rumänien, Saudi-Arabien, Schweden, Slowakei, Slowenien, Spanien, Tunesien, Türkei, Ungarn, Vereinigtes Königreich, Zypern.

## Angebot
tabii bietet eine große Anzahl von Sendungen und Beiträgen als Abrufvideos. Dies sind hauptsächlich Eigen- oder Auftragsproduktionen, die von den Sendern der TRT beauftragt wurden. Die Livestream-Versionen aller TRT-Ableger sind ebenfalls vorhanden.

### Livestream Sender
| Logo | Name         | Schwerpunkt |
| ---- | ------------ | --- |
|      | TRT 1        | öffentlich-rechtliches Vollprogramm (seit 1968) |
|      | TRT 2        | Kulturorientiertes Vollprogramm (seit 2019) |
|      | TRT 3        | Sender, der die Parlamentssitzungen der Nationalversammlung (TBMM) überträgt auch TBMM TV genannt (seit 1989) |
|      | TRT World    | Englischsprachiger Sender mit Nachrichten und Dokumentationen (seit 2015) |
|      | TRT Haber    | Türkischsprachiger Sender mit Nachrichten (seit 2010) |
|      | TRT Avaz     | Förderung der türkischen Sprache und Kultur. Das Programm ist auf jeder turksprache verfügbar (Aserbaidschanisches Türkisch, Turkmenisch, Usbekisch, Kirgisisch, Kasachisch, Tatarisch und Uigurisch), sowie Bosnisch (seit 2009) |
|      | TRT Çocuk    | Fernsehsender für Kinder (seit 2008) |
|      | TRT Belgesel | Dokumentationen (seit 2009) |
|      | TRT Müzik    | Musik, hauptsächlich türkische Musik (2009) |
|      | TRT Türk     | Sender für die türkische Diaspora im Ausland (2001) |
|      | TRT Kurdi    | Sender für Kurdischsprachige in der Türkei, in Syrien, in Irak und Iran (seit 2008) |
|      | TRT Arabi    | Sender für Arabischsprachige im Nahen Osten und Nordafrika (seit 2010) |
|      | TRT Spor     | Sport (seit 2011) |
|      | TRT Spor     | Sport. Nachdem TRT Spor immer mehr Zuschauer verzeichnete, wurde entschieden einen zweiten Kanal einzurichten, um mehr Sportprogramme senden zu können. (seit 2019)                                                               |
|      | tabii Spor   | Sport. Wird als Ausweichsender bei parallelen Sport-Events genutzt. (seit 2024) |

## Senderechte

### UEFA (Vereinsfußball)
Es wurde im Januar 2024 bekannt gegeben, dass der offizielle Übertragungspartner der UEFA Champions League, der UEFA Europa League und der UEFA Conference League für drei Spielzeiten ab der Saison 2024/25 TRT und die Plattform sein wird. In der Erklärung von der TRT hieß es, dass die Spiele der türkischen Mannschaften unverschlüsselt auf TRT 1 und TRT Spor zu sehen sein werden. Es wurde auch angekündigt, dass weitere Wettkämpfe auf der digitalen Plattform „tabii“ von der TRT zu sehen sein werden.

### Olympia (2024)
Die Olympischen Sommerspiele 2024 wurden ebenfalls dank Sublizenzen bei tabii ausgestrahlt. Discovery Communications, Muttergesellschaft von Eurosport, sicherte sich 2015 alle TV- und Multi-Plattform-Übertragungsrechte für Europa für die vier Olympischen Spiele von 2018 bis 2024.